# هاميلتون ريكارد
هاميلتون ريكارد (بالإسبانية: Hamilton Ricard) ولد 12 يناير 1974 في كيبدو، كولومبيا، هو لاعب كرة قدم كولومبي. يلعب كمهاجم. سبق له أن لعب في كأس العالم لكرة القدم مع منتخب بلاده.

## المسيرة الاحترافية

### أندية لعب لها
- ديبورتيفو كالي
- نادي ميدلزبره
- سسكا صوفيا
- شونان بلمار
- نادي إيميلك
- نادي أبويل
- نومانسيا
- نادي دانوبيو
- نادي شنغهاي شينهوا

## روابط خارجية
- هاميلتون ريكارد على موقع الاتحاد الدولي (مؤرشف)  (الإنجليزية)
- هاميلتون ريكارد على موقع رابطة كرة القدم اليابانية للمحترفين (اليابانية)
- هاميلتون ريكارد على موقع قاعدة بيانات كرة القدم.إي يو (الإنجليزية)
- هاميلتون ريكارد على موقع ناشيونال فوتبول تيمز (الإنجليزية)
- هاميلتون ريكارد على موقع Soccerway.com (الإنجليزية)
- هاميلتون ريكارد على موقع عالم كرة القدم.نت (الإنجليزية)